# Risikoanteil
Mit dem Risikoanteil (auch Risikobeitrag) wird der Teil des Versicherungsbeitrags bezeichnet, der kalkulatorisch für die Finanzierung der Versicherungsleistungen vorgesehen ist, die der Versicherer für vorzeitige Todesfälle oder Rentenzahlungen erbringen muss, soweit diese über das kalkulatorisch vorgesehene Deckungskapital des Versicherungsvertrages hinausgehen (riskiertes Kapital). Der Risikoanteil wird durch Multiplikation der Sterbe- bzw. Überlebenswahrscheinlichkeiten aus einer Sterbetafel mit dem riskierten Kapital kalkuliert. Je nach der statistischen Grundlage der verwendeten Sterbetafel kann es in der Berechnung des Risikoanteils zwischen den Versicherern Unterschiede geben, die sich auch im gesamten Versicherungsbeitrag bemerkbar machen. In jüngerer Zeit wird auch von manchen Versicherern versucht, eine weitere Differenzierung nach Risikomerkmalen wie z. B. Raucher/Nichtraucher durchzuführen, die auf die Sterbewahrscheinlichkeit Einfluss haben können.